# Schönfeld (Uckermark)
Pour les articles homonymes, voir Schönfeld.
Schönfeld est une commune allemande de l'arrondissement d'Uckermark, Land de Brandebourg.

## Géographie
Schönfeld se situe dans la moraine entre les vallées parallèles de l'Uecker et de la Randow. Son territoire se caractérise par de nombreux petits lacs et étangs ainsi que par une agriculture intensive et peu de zones forestières.
La commune comprend les quartiers de Karlshof, Klockow, Neuenfeld et Schönfeld.
|        | Rollwitz     | Fahrenwalde     |
| Göritz | Schönfeld    | Brüssow         |
|        | Schenkenberg | Carmzow-Wallmow |

La Bundesautobahn 20 passe sur le territoire de Schönfeld.

## Histoire
Schönfeld est mentionné pour la première fois dans le Landbuch de Charles IV en 1375 sous le nom de Sconenvelde. Karlshof l'est en 1818, Klockow en 1255 sous le nom de Clokow et Neuenfeld aussi dans le Landbuch sous le nom de Nyenvelt.
Neuenfeld en juillet 1950 et Klockow en janvier 1958 fusionnent avec Schönfeld.

## Démographie
| Année | Nombre d'habitants |
| ----- | ------------------ |
| 1875  | 239                |
| 1890  | 204                |
| 1910  | 310                |
| 1925  | 401                |
| 1933  | 330                |
| 1939  | 336                |
| 1946  | 507                |
| 1950  | 907                |

| Année | Nombre d'habitants |
| ----- | ------------------ |
| 1964  | 1 180              |
| 1971  | 1 067              |
| 1981  | 924                |
| 1985  | 893                |
| 1989  | 862                |
| 1990  | 851                |
| 1991  | 855                |
| 1992  | 847                |
| 1993  | 846                |
| 1994  | 843                |

| Année | Nombre d'habitants |
| ----- | ------------------ |
| 1995  | 845                |
| 1996  | 820                |
| 1997  | 810                |
| 1998  | 804                |
| 1999  | 799                |
| 2000  | 778                |
| 2001  | 784                |
| 2002  | 753                |
| 2003  | 734                |
| 2004  | 722                |

| Année | Nombre d'habitants |
| ----- | ------------------ |
| 2005  | 728                |
| 2006  | 705                |
| 2007  | 674                |
| 2008  | 670                |
| 2009  | 650                |
| 2010  | 633                |
| 2011  | 614                |
| 2012  | 612                |
| 2013  | 644                |
| 2014  | 624                |

| Année | Nombre d'habitants |
| ----- | ------------------ |
| 2015  | 615                |
| 2016  | 597                |
| 2017  | 593                |

## Personnalités liées à la commune
- Albrecht Heinrich von Arnim (1744-1805), ministre prussien
- Carl Büchsel (1803–1889), théologien
- Richard Wellmann (1859-1934), général né à Schönfeld.